# درة
الدُّرَّة (الجمع: دُرَر) أو الدَّرَّاء أو البَرَكيت أو ببغاء صغير هو اسم شائع يطلق على عدد كبير غير مترابط من الببغاوات مثل البدجريقة (الاسم العلمي: Melopsittacus undulatus) وطيور جنس الدرة (الاسم العلمي: Psittacula) .

## التسمية
الدرّة في اللغة العربية هو اسم علم مؤنث معناه «اللؤلؤة العظيمة»، وهو بضم الدال، والدرّة أيضًا هي الشيء النفيس، فيُقال دُرَّة التاج، أي أبرز وأغلى ما فيه، وقد حملت معنى الببغاء عند العرب قديمًا، ووفق المعجم التاريخي للغة العربية الصادر عن مجمع اللغة العربية بالشارقة، فإن أقدم ذكر الاسم بهذا المعنى جاء في عام 255 هـ الموافق لـ 869 م في كتاب الحيوان للجاحظ، حيث قال: